# Anomalohalacarus tenellus
Anomalohalacarus tenellus är en kvalsterart. Anomalohalacarus tenellus ingår i släktet Anomalohalacarus och familjen Halacaridae. Inga underarter finns listade i Catalogue of Life.